# Синдром Аді
Синдром Аді (англ. Adie's syndrome, може називатися синдром Ейді за англ. вимовою; також має багато синонімів — синдром Аді—Голмса, Аді—Кегрера, Аді—Маркуса, Вейл—Рейза—Аді, тонічна зіниця Аді) — неврологічний синдром, пов'язаний з аномальною реакцією зіниць на подразники.

## Етимологія
Названий на честь британського невролога Вільяма Джона Аді (англ. William John Adie, роки життя 1866—1935), який, як вважається, першим його описав 1931 року. Багато варіацій назви синдрому пов'язане з тим, що інші дослідники частково описали його прояви у різні роки.

## Патогенез
Як вважається, виникнення синдрому є результатом вірусної (найчастіше герпесвіруси людини) або бактеріальної інфекції, яка спричинює запалення і пошкодження нейронів у циліарному ганглії, розташованому в задній частині орбіти, що забезпечує парасимпатичний контроль очного звуження. Проблеми з потовиділенням спричинює пошкодження спінальних гангліїв у спинному мозку. Вважається, що збудник тільки починає запальний процес, а далі вже приєднуються інші механізми — алергічний та аутоімунний.

## Клінічні ознаки
Синдром має три характерні ознаки:
- Мінімум одна патологічно розширена зіниця (мідріаз), хоча можуть бути розширеними і дві. При цьому одна або обидві зіниці повільно реагують або взагалі не реагують на світло, а також на той подразник, що має зумовити повільне звуження і релаксацію при переході від ближнього до віддаленого зору. Якщо пацієнт знаходиться в темній кімнаті, яскраве світло може спричиняти повільне і неповне звуження зіниці. Пацієнт може скаржитися на підвищену чутливість до світла в ураженому оці, далекозорість через порушення акомодації, труднощі під час читання.
- Втрата деяких глибоких сухожилкових рефлексів — колінного та ахілового.
- Порушення потовиділення.

Інших ознак захворювань центральної нервової системи не виявляють. Зазвичай це однобічне ураження зіниці без явного патологічного значення. Найчастіше відбувається в жінок у віці 20-40 років.

## Діагностика
Відзначають патологічну чутливість до розведеного пілокарпіну (0,125 %), що не діє на незмінену зіницю і не спричинює її звуження (міоз). Під дією цього препарату мідріаз при синдромі швидко минає через особливості холінергічної інервації. Іноді цей синдром може бути початком синдрому Шегрена.

## Лікування
Передбачає підбір окулярів, призначення закапування малих доз препаратів на основі пілокарпіну. Для зменшення пітливості призначають препарати на основі беладони При тяжкому розладі потовиділення може знадобитися оперативне втручання з видаленням пошкоджених спінальних ганглієв.